# دیومینو (سرزمین آلتای)
دیومینو (به لاتین: Dyomino) یک منطقهٔ مسکونی در روسیه است که در سرزمین آلتای واقع شده‌است.